# Saint-Gorgon-Main
Saint-Gorgon-Main è un comune francese di 270 abitanti situato nel dipartimento del Doubs nella regione della Borgogna-Franca Contea.

## Società

### Evoluzione demografica
Abitanti censiti